# Dolphin Evolution
Dolphin Evolution（ドルエボ）は、日医標準レセプトソフトORCAと連携可能な、無床のクリニック／診療所向け オープンソース電子カルテソフトウェア。

## 特徴
- 国産のオープンソースソフトウェア